# Pedro Mir

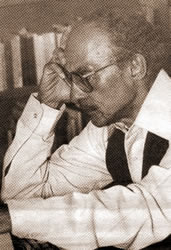
Pedro Mir

Pedro Julio Mir Valentín (n. 3 iunie 1913, San Pedro de Macorís – d. 11 iulie 2000, Santo Domingo) a fost un scriitor dominican.

## Opere
- Hay un país en el mundo (1949)
- Contracanto a Walt Whitman (1952)
- Seis momentos de esperanza (1953)
- Poemas de buen amor y a veces de fantasía (1969)
- Amén de mariposas (1969)
- Tres leyendas de colores (1969)
- El gran incendio (1969)
- Viaje a la muchedumbre (1971)
- Apertura a la estética (1974)
- Las raíces dominicanas de la doctrina Monroe (1974)
- El huracán Neruda (1975)
- La gran hazaña de Límber y después otoño (1977)
- Cuando amaban las tierras comuneras (1978)
- Fundamentos de teoría y crítica del arte (1979)
- La noción del período en la historia dominicana (1981)
- ¡Buen viaje, Pancho Valentín! (Memorias de un marinero) (1981)
- Historia del hambre en la República Dominicana (1987)
- Estética del soldadito (1991)
- El lapicida de los ojos morados (1991)
- Primeros versos (1993)
- Ayer menos cuarto y otras crónicas (2000)